# Sigfrid Fredricson
Sigfrid Emmanuel Fredricson, född 31 mars 1878 i Hersebråta, Börrums socken, död 4 maj 1934 på Bjärka-Säby slott i Vists socken, Östergötland, var en svensk agronom.
Sigfrid Fredricson var son till lantbrukaren Adolf Fredriksson. Han avlade mogenhetsexamen i Norrköping 1896 och utexaminerades från Ultuna lantbruksinstitut 1900. Som innehavare av Nonnenska stipendiet företog han studieresor i Tyskland, Frankrike, Storbritannien och Danmark. Därefter var han förste lärare vid Ruda lantbruksskola i Kalmar län och inspektor eller förvaltare vid egendomar i Småland, Östergötland, Södermanland och Uppland. Fredricson blev 1909 direktör vid Klagstorps lantbruksskola i Skaraborgs län och 1915 förvaltare på Alnarps gård i Skåne och föreståndare för lantbruksskolan där. 1918 återflyttade han till Östergötland som sekreterare i länets hushållningssällskap. Fredricson blev 1920 förvaltare vid Bjärka-Säby slott med egendomar och ledare för lantbruks- och mejeriskolorna där. Han gjorde en uppmärksammad insats där han lade ned ett betydande arbete inom djuraveln och beteskulturen. Fredricson anlitades ofta som sakkunnig i olika kommissioner, bland annat vid omorganisationen av Ultuna lantbruksinstitut till lantbrukshögskola. Han tillhörde styrelsen för Svenska ayrshireföreningen 1923–1927, för Avelsföreningen för rödbrokig svensk boskap 1928–1934 och var 1927–1934 ledamot av styrelsen för Ultuna lantbruksinstitut. Fredricson invaldes 1927 i Lantbruksakademien.